# Spectru radio (frecvențe)

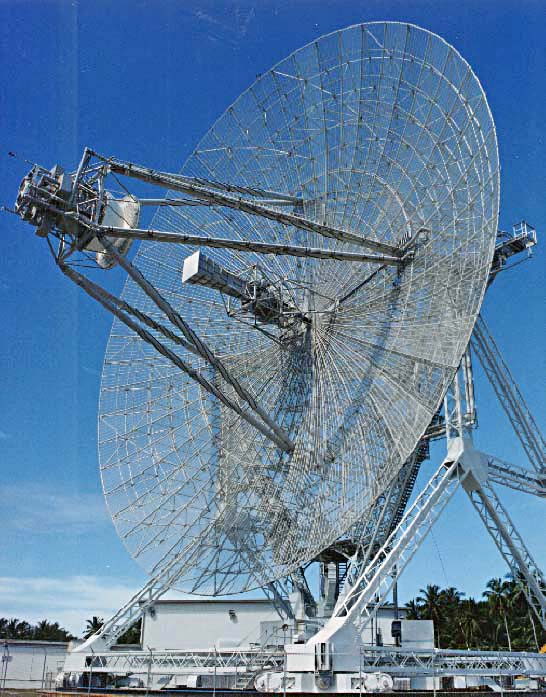
Antenă RADAR

Opacitatea atmosferei Pământului pentru diferite lungimi de undă ale radiației electromagnetice, inclusiv undele radio.

Schema animată de radiații a undelor radio

Spectrul de frecvențe radio este o parte a spectrului de frecvențe al undelor electromagnetice, care se referă la frecvențe între 3 Hz și 3 THz. Pentru telecomunicații se folosesc unde a căror lungime este mai mare de 1 mm, adică până la 300 GHz. Peste această valoare, absorbția radiației electromagnetice de către atmosferă este atât de mare încât distanța pe care se poate face transmisia devine neglijabilă.
Administrarea întregului spectru radio, pe teritoriul României, precum și în spațiul aerian și în apele teritoriale ale acesteia, este realizată de Autoritatea Națională pentru Administrare și Reglementare în Comunicații.
Undele radio sunt unde electromagnetice, care se propagă în spațiul liber la viteza luminii. Sursele naturale de undă radio sunt fulgerele și obiectele astronomice. Undele radio create artificial sunt utilizate pentru comunicațiile radio, staționare și mobile, radiodifuziune, radiocomunicații, comunicații prin satelit, organizarea rețelelor de calculatoare fără fir și alte aplicații nenumărate.
În funcție de valoarea frecvenței (lungimea de undă), undele radio se referă la o gamă specială de frecvențe radio (domeniul lungimii de undă).

## Lungimi de undă radio și frecvențe radio
Frecvențe radio - frecvențe sau benzi de frecvență cuprinse între 3 Hz și 3000 GHz, cărora li se atribuie nume condiționate. Această gamă corespunde frecvenței curentului alternativ al semnalelor electrice pentru generarea și detectarea undelor radio. Deoarece cea mai mare parte a intervalului se situează dincolo de limitele valurilor care pot fi obținute prin vibrații mecanice, frecvențele radio se referă de obicei la oscilațiile electromagnetice.

## Clasificarea prin metoda de distribuție
Undele directe — undele radio propagatoare în spațiul liber de la un obiect la altul, de exemplu de la o navă spațială la alta, în unele cazuri de la o stație terestră la o navă spațială și între vehicule sau stații atmosferice. Pentru aceste valuri influența atmosferei a obiectelor străine și a Pământului poate fi neglijată.
Pamânturile sau suprafețele — radioelectrice, propagând de-a lungul suprafeței sferice a Pământului și parțial acoperind-o datorită fenomenului de difracție. Capacitatea unui val de a înfășura obstacolele întâlnite și de a le difuza în jurul lor este cunoscută prin faptul că este determinată de relația dintre lungimea de undă și dimensiunile obstacolelor. Cu cât lungimea de undă este mai scurtă, cu atât difracția este mai slabă. Din acest motiv, valul variază UHF și mai mare diffracted foarte slab în jurul suprafeței globului și gama de distribuție a acestora într-o primă aproximație, determinată de distanța pe care linia de vedere (unda directă).
Undele troposferice — undele radio ale benzilor VHF și UHF care se propagă din cauza împrăștierii prin neomogenități în troposferă pe o distanță de până la 1000 km.
Radiații ionosferice sau spațio-radio — mai lungi de 10 m, propagându-se în jurul globului până la distanțe arbitrare, datorită unei singure sau multiple reflectări a ionosferei și a suprafeței Pământului.
Direcționate — undele radio propagatoare în sisteme de direcționare (ghiduri de undă radio).

## Exemple

### Exemple de benzi radio dedicate
| Nume                                   | Banda de trecere    | Lungime de undă   | Energia fotonului, eV, {\displaystyle E=h\nu } |
| -------------------------------------- | ------------------- | ----------------- | ---------------------------------------------- |
| Gama de frecvență medie                | 530 - 1610 kHz      | 186,21 - 565,65m  | 2,19 - 6,66 neV                                |
| Gama de undă scurtă                    | 5,9 - 26,1 MHz      | 11,49 - 50,8m     | 24,4 - 107,9 neV                               |
| Radio CB                               | 26,965 - 27,405 MHz | 10,940 - 11,118 m | 111,5 - 113,3 neV                              |
| Canal TV: 1 până la 5                  | 48 - 100 MHz        | 3,00 - 6,25 m     | 198,5 - 413,6 neV                              |
| Televiziune prin cablu                 | 100 - 174 MHz       | 1,72 - 3 m        | 413.3 - 719,6 neV                              |
| Canale TV: 6 până la 12                | 174 - 230 MHz       | 1,30 - 1,72 m     | 719,6 - 951,2 neV                              |
| Televiziune prin cablu                 | 230 - 470 MHz       | 0,481 - 0,637 m   | 951,2 - 1940 neV                               |
| Canale TV: 21 până la 39               | 470 - 622 MHz       | 0.482 - 0.638 m   | 1,94 - 2,57 meV                                |
| Gama de frecvență ultra-scurte         | 65.9 - 108 MHz      | 2.7 m - 4.54 m    | 256,42 - 446,65 neV                            |
| ISM-gamă                               | 2 - 4 GHz           | 7,5 - 15 cm       | 8.271 - 16.54 meV                              |
| Benzile de frecvență militare          | 29.50 - 31.75 MHz   | 9,44 - 10,16 m    |                                                |
| Benzile de frecvență a aviației civile | 108 - 136 MHz       | 2.2 - 2,77 m      | 446,65 - 562,4 neV                             |